# لويز ماري (فرقاطة)
لويز ماري ( إف 931) هي فرقاطة من نوع كاريل دورمان تابعة للقوات البحرية البلجيكية، اشترتها بلجيكا من القوات البحرية الملكية الهولندية في 22 ديسمبر 2005 ودخلت الخدمة خلال العام 2008.

## أزمة البحر الأحمر
في 19 يناير 2024 أعلنت مملكة بلجيكا إرسال الفرقاطة لويز ماري للمشاركة في عملية الاتحاد الأوروبي في البحر الأحمر لمواجهة هجمات القوات المسلحة اليمنية الموالية لحركة أنصار الله على السفن، وأعلنت وزارة الدفاع البلجيكية تأجيل انضمام الفرقاطة لويز ماري لعملية أسبيدس في البحر الأحمر بسبب فشلها في تدريبات في البحر الأبيض المتوسط وفشل أنظمة الدفاع الجوي في اختبارات اعتراض الطائرة المسيرة، وكان مقررا لها أن تعبر قناة السويس يوم 12 أبريل 2024، وفي يوم 5 مايو 2024 أعلنت عملية أسبيدس الأوروبية انضمام الفرقاطة البلجيكية لويز ماري إلى أسطولها في البحر الأحمر، للمساهمة بتصدي لهجمات القوات المسلحة اليمنية الموالية لحركة أنصار الله على السفن.